# 川鄂八宝
川鄂八宝（学名：Hylotelephium bonnafousii）为景天科八宝属的植物，为中国的特有植物。分布在中国大陆的湖北、四川等地，目前尚未由人工引种栽培。

## 别名
川鄂景天